# Mordoka Zborowski
Mordoka Grigorjewicz Zborowski, ros. Мордока Григорьевич Зборовский (ur. 21 stycznia 1908 roku w Humaniu, zm. 30 kwietnia 1990 roku w San Francisco) – rosyjski działacz komunistyczny, agent radzieckich służb specjalnych, antropolog.
Pochodził z żydowskiej rodziny. W 1921 roku zamieszkał w Łodzi. Wstąpił do Komunistycznej Partii Robotniczej Polski (KPRP). W celu uzyskania wykształcenia został wysłany do Francji. W latach 1928–1930 uczył się medycyny w Rouen. W 1932 roku przybył do Grenoble, gdzie wykonywał różne zawody. Następnie zamieszkał w Paryżu. Rozpoczął studia na Sorbonie, ale przeniósł się do Szkoły Wyższego Wykształcenia. Otrzymał dyplom etnologa. Podczas nauki został zwerbowany przez radziecki wywiad wojskowy pod nazwiskiem Afanasjew. Wszedł w skład grupy trockistowskiej w celu rozpracowania jej. Po ataku wojsk niemieckich na Francję w maju 1940 roku, przedostał się na południe. W 1941 roku wyjechał do USA, gdzie prowadził działalność wywiadowczą. Został jednak aresztowany, po czym skazano go na karę 5 lat więzienia. Po wyjściu na wolność opisał Senatowi radziecką działalność wywiadowczą w USA. Następnie poświęcił się działalności naukowej z zakresu antropologii. Otrzymał stopień profesora. Był autorem prac naukowych.